# Allium iranicum
Allium iranicum (лат.) — вид однодольных растений рода Лук (Allium) семейства Амариллисовые (Amaryllidaceae). Впервые описан норвежским ботаником Пером Эрландом Бергом Веннельбо под названием Allium ampeloprasum subsp. iranicum Wendelbobasionym, в 1985 году выделен им же в отдельный вид.

## Описание
Морфологически близок луку виноградному, подвидом которого первоначально считался. Отличается от него луковичками на длинных ножках, поднятыми над землёй. Также для Allium iranicum характерен гладкий край листовых пластинок. Листочки околоцветника 3,5—4,5 мм длиной, острые, внешние из них узкояйцевидные, внутренние — яйцевидные, немного уступают по длине внешним. Тычиночные нити, в отличие от таковых у лука виноградного, лишены какого-либо опушения.
Число хромосом — 2n=32. Генетические исследования показали близкую родственность с луком-пореем (Allium porrum), и, возможно, Allium iranicum является прародителем этой овощной культуры.

## Распространение
Встречается в горах от севера Ирака до Ирана.